# Delizia di Belriguardo

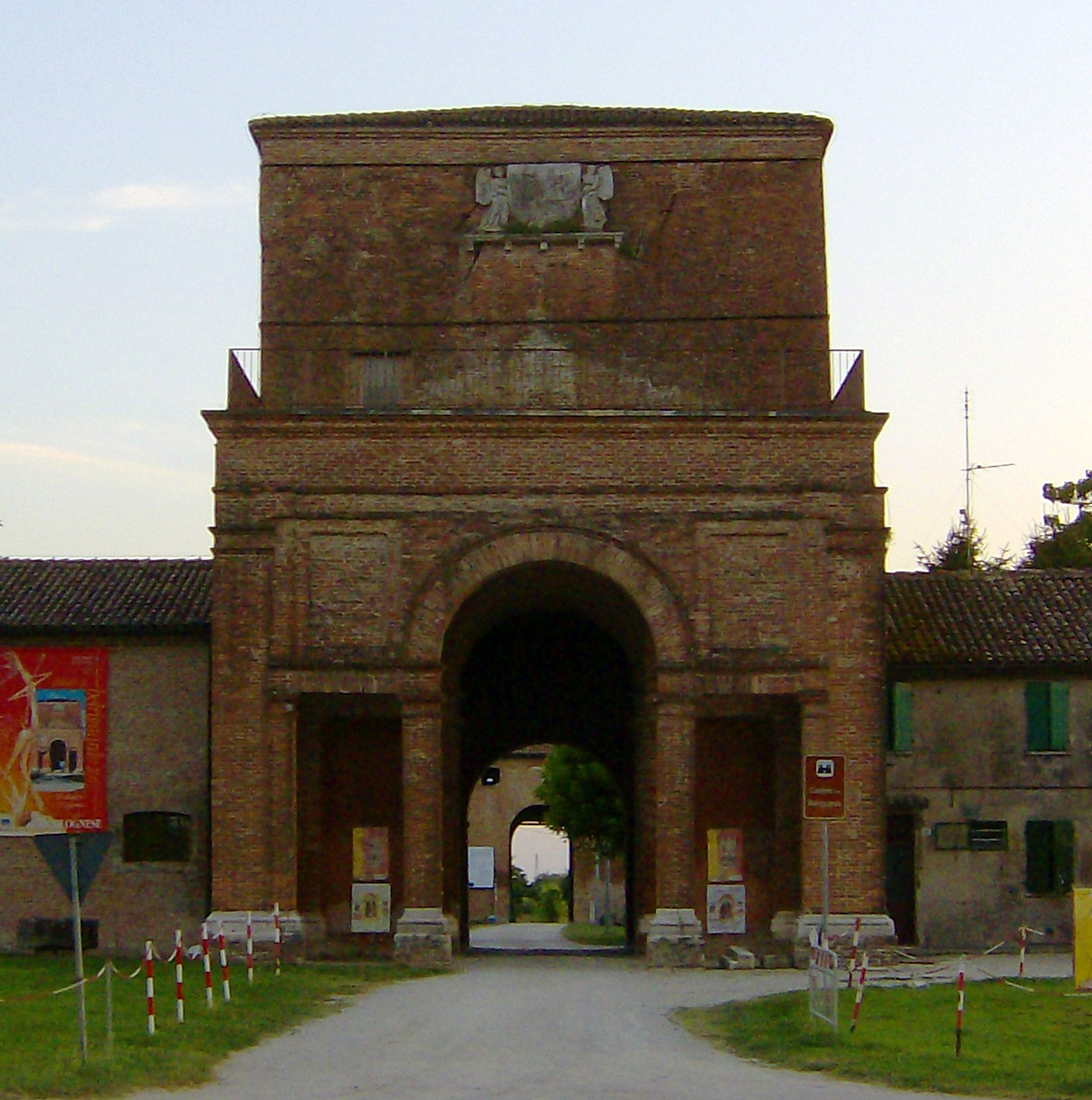
Eingang zur Delizia di Belriguardo

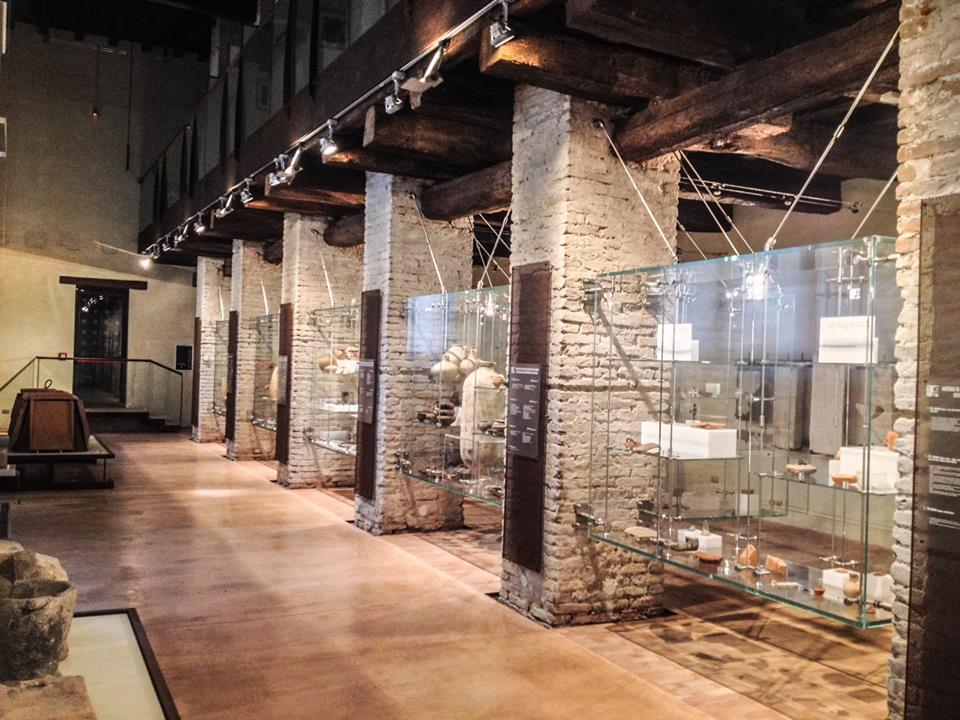
Museo Civico di Belriguardo, Abteilung Archäologie

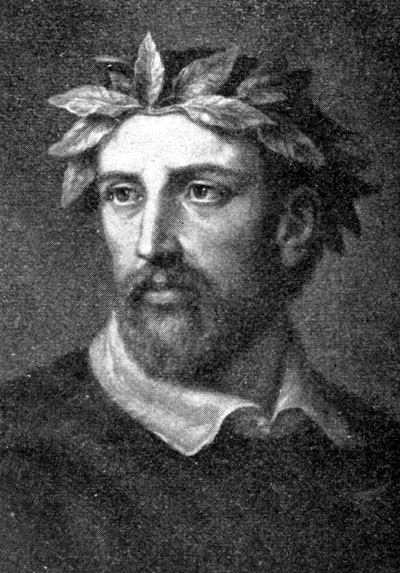
Torquato Tasso

Die Delizia di Belriguardo ist die Sommerresidenz der D’Estes in Voghiera in der italienischen Region Emilia-Romagna. Sie liegt an der Strada Provinciale Nr. 274, etwa 15 km entfernt von Ferrara. Dort ist das Museo Civico di Belriguardo untergebracht, in dem archäologische Funde aus der Umgebung ausgestellt sind. Es gibt dort auch eine Renaissanceabteilung und eine Abteilung für moderne Kunst.

## Geschichte
Die Delizia di Belriguardo ließ Markgraf Niccolò III. d’Este errichten und nutzte sie als Sommerresidenz für den ganzen Hof und als repräsentatives Landhaus. Die Grundsteinlegung war 1435, aber das Gebäude wurde im Laufe der Jahre immer wieder umgebaut und erweitert, auch durch die folgenden Fürsten des Hauses D’Este. Dort war auch oft Lucrezia Borgia zu Gast.
Das Gebäude wurde vielleicht auf Vorschlag von Filippo Brunelleschi errichtet: Seine Besonderheit war der schmale Eingang (der heute noch unter dem großen Turm zu sehen ist), der erste Innenhof mit Vorhallen auf drei Seiten und der zweite Innenhof mit Vorhallen auf vier Seiten: Dies ist der Grundriss eines griechisch-orientalischen Landhauses, errichtet nach spätmittelalterlichem Geschmack.
Mit Gebäuden und Gärten bedeckte die Delizia die Belriguardo eine Gesamtfläche von fast 40 Hektar.
In der zweiten Hälfte des 16. Jahrhunderts wohnte dort auch der Dichter der italienischen Renaissance, Torquato Tasso, der mehrere Jahre zwischen dieser Delizia der D’Estes, wo er es liebte, sich zurückzuziehen, und Ferrara, wo der Hof residierte, verbrachte.
Es sei auch darauf hingewiesen, dass das Theaterstück Torquato Tasso von Johann Wolfgang von Goethe in dieser Residenz der D’Estes spielte.
Die Großartigkeit der Delizia di Belriguardo kam zu einem jähen Ende, als die D’Estes 1598 gezwungen waren, Ferrara zu verlassen. Das Anwesen wurde an örtliche Grundbesitzer verlehnt, die es hauptsächlich als Bauernhof nutzten und Säle, die mit von Meistern des 16. Jahrhunderts mit Fresken versehen worden waren, in Ställe und Scheunen verwandelten. Alles von Wert, was somit für die neuen Zwecke nicht mehr zu gebrauchen war, wurde verkauft.
Die Delizia di Belriguarado ist trotz zunehmender Einstürze, Anpassungen und Zerstörungen dank der Tatsache, dass sie in zahlreiche Privathäuser aufgeteilt wurde, bis heute erhalten geblieben. Was davon erhalten ist, kann man heute noch sehen, aber die Gesamtheit des ursprünglichen Komplexes ist so stark beeinträchtigt, dass er fast nicht mehr zu erkennen ist. Die Reste der alten Delizia, die man heute noch sehen kann, sind folgende: Der Turm in der Mitte, von dem aus die D’Estes die Spektakel im darunter liegenden Fischteich beobachteten, der vom Fluss Sandalo gespeist wurde; die sechs gotischen Fenster vom Ende des 15. Jahrhunderts; die „Sala della Vigna“ (dt.: Weinsaal), der einzige Raum der als Zeugnis des alten Glanzes restauriert wurde.

## Beschreibung
In den ersten Garten tritt man durch das Tor im großen Turm ein, unter dessen Spitze zwei Engel sitzen, die etwas tragen, was das Symbol der D’Estes gewesen sein musste.
Es gibt eine sehr schöne Beschreibung, fast Meter für Meter, der Delizia di Belriguardo, verfasst von Giovanni Sabadino degli Arienti aus dem 15. Jahrhundert.

## Bildergalerie
| - Delizia di Belriguardo: Gotisches Fenster - Delizia di Belriguardo: Sala della Vigna - Delizia di Belriguardo: Sala della Vigna - Delizia di Belriguardo: Sala della Vigna |